# Simone Hauswald
Simone Hye-Soon Hauswald (* 3. Mai 1979 in Rottweil als Simone Hye-Soon Denkinger) ist eine ehemalige deutsche Biathletin.

## Werdegang
Im Alter von sechs Jahren begann die Tochter einer Südkoreanerin und eines Deutschen mit dem Skilanglauf. Sie absolvierte das Skiinternat Furtwangen. Vier Jahre später wechselte sie zum Biathlon. Der Karrieretiefpunkt der Sportsoldatin war 2002, als sie auf einer Eisplatte ausrutschte und sich dabei das Schienbein brach, wodurch sie in ihrer sportlichen Entwicklung um ein Jahr zurückgeworfen wurde.
Bei den Olympischen Winterspielen 2006 in Turin war sie zwar mit dem deutschen Team angereist, wurde aber nur als Ersatzläuferin nominiert. Deshalb reiste Hauswald bald nach Beginn der Spiele zurück ins heimische Wehingen, um für die nachfolgenden Wettkämpfe zu trainieren.
Zu Beginn der Saison 2008/09 startete sie wegen einer Achillessehnenreizung zunächst im Alpencup in Obertilliach und konnte dort den 7,5 km Sprint und die 10 km Verfolgung gewinnen. Bei ihrem Saisondebüt im Weltcup stand Simone Hauswald beim zweiten Rennwochenende der Saison 2008/09 in Hochfilzen im 7,5 km Sprint nach einer fehlerlosen Schießleistung erstmals in einem Weltcup-Rennen ganz oben auf dem Podest, die Verfolgung am nächsten Tag beendete sie als Dritte. Bei den Biathlon-Weltmeisterschaften 2009 wurde Hauswald Zweite im Sprint hinter Kati Wilhelm und gewann ihre einzige Einzelmedaille bei Weltmeisterschaften. Bei der anschließenden Verfolgung schaffte sie Platz zwölf, nachdem sie acht Fehlschüsse hatte. Kurzfristig wurde sie für die erkrankte Magdalena Neuner in der Mixed-Staffel eingesetzt und gewann zusammen mit Startläuferin Andrea Henkel, Arnd Peiffer und Michael Greis die Bronzemedaille.
Bei den Olympischen Winterspielen 2010 in Vancouver gewann sie Bronze im Massenstart und Bronze in der Staffel mit Kati Wilhelm, Martina Beck und Andrea Henkel.
Nach ihrem Sieg im Sprint von Oslo am 18. März 2010 gab sie zusammen mit Martina Beck bekannt, ihre sportliche Karriere nach der Saison 2009/10 zu beenden. Hauswald krönte ihre Karriere, als sie mit dem ersten Platz im Verfolgungsrennen zu den wenigen Biathletinnen aufschloss, die in allen Disziplinen Weltcuperfolge feiern konnten, und außerdem nach dem Massenstart alle Einzelrennen am Holmenkollen gewann. Am 25. März 2010 gewann Hauswald durch den vierten Platz im Sprint in Chanty-Mansijsk den Sprintweltcup des Biathlon-Weltcups 2009/10. In der Gesamtwertung des Biathlon-Weltcups 2009/10 erreichte sie den zweiten Platz.
Im letzten Rennen ihrer Karriere errang sie am 28. März 2010 in Chanty-Mansijsk gemeinsam mit Magdalena Neuner, Simon Schempp und Arnd Peiffer den Weltmeistertitel in der Mixed-Staffel.
Simone Hauswald wurde am 1. Mai 2010 von Bundespräsident Köhler mit anderen Wintersportlerinnen und -sportlern, darunter Kati Wilhelm, mit dem Silbernen Lorbeerblatt geehrt.

## Privatleben
Im Mai 2008 heiratete sie während eines gemeinsamen Urlaubs ihren Freund und Trainer Steffen Hauswald. Am 30. Dezember 2011 brachte Hauswald Zwillinge zur Welt.

## Erfolge
- Goldmedaille bei den Weltmeisterschaften 2010 in der Mixed-Staffel
- Bronzemedaillen im Massenstart und in der Staffel bei den Olympischen Winterspielen 2010 in Vancouver
- Silbermedaille bei den Weltmeisterschaften 2009 im Sprint
- Bronzemedaille bei den Weltmeisterschaften 2009 in der Mixed-Staffel
- Bronzemedaillen bei den Weltmeisterschaften 2003 und 2004 mit der Frauenstaffel
- Europameisterin mit der Staffel 2001 und 2002
- Vizeeuropameisterin im Sprint 2001
- zweifache Juniorenweltmeisterin

### Weltcupsiege
| Datum             | Ort                | Disziplin   |
| ----------------- | ------------------ | ----------- |
| 12. Dezember 2008 | Hochfilzen         | Sprint      |
| 11. Februar 2009  | Vancouver-Whistler | Einzel      |
| 29. März 2009     | Chanty-Mansijsk    | Massenstart |
| 8. Januar 2010    | Oberhof            | Sprint      |
| 18. März 2010     | Oslo               | Sprint      |
| 20. März 2010     | Oslo               | Verfolgung  |
| 21. März 2010     | Oslo               | Massenstart |

## Statistik

### Biathlon-Weltcup-Platzierungen
Die Tabelle zeigt alle Platzierungen (je nach Austragungsjahr einschließlich Olympische Spiele und Weltmeisterschaften).
- 1.–3. Platz: Anzahl der Podiumsplatzierungen
- Top 10: Anzahl der Platzierungen unter den ersten zehn (einschließlich Podium)
- Punkteränge: Anzahl der Platzierungen innerhalb der Punkteränge (einschließlich Podium und Top 10)
- Starts: Anzahl gelaufener Rennen in der jeweiligen Disziplin
- Staffel: inklusive Mixed- und Single-Mixed-Staffeln

| Platzierung | Einzel | Sprint | Verfolgung | Massenstart | Staffel | Gesamt |
| ----------- | ------ | ------ | ---------- | ----------- | ------- | ------ |
| 1. Platz    | 1      | 3      | 1          | 2           | 7       | 14     |
| 2. Platz    |        | 2      |            | 2           | 7       | 11     |
| 3. Platz    | 2      | 1      | 3          | 1           | 6       | 13     |
| Top 10      | 11     | 24     | 18         | 15          | 25      | 93     |
| Punkteränge | 20     | 52     | 40         | 30          | 26      | 168    |
| Starts      | 23     | 67     | 48         | 30          | 26      | 194    |